# Ostrovany
Ostrovany (bis 1948 slowakisch „Ostroviany“; ungarisch Osztópatak, bis 1902 Osztrópataka) ist eine Gemeinde im Okres Sabinov nahe Prešov im Nordosten der Slowakei. Die Gemeinde liegt 318 m über dem Meeresspiegel und ist 5,853 km² groß.

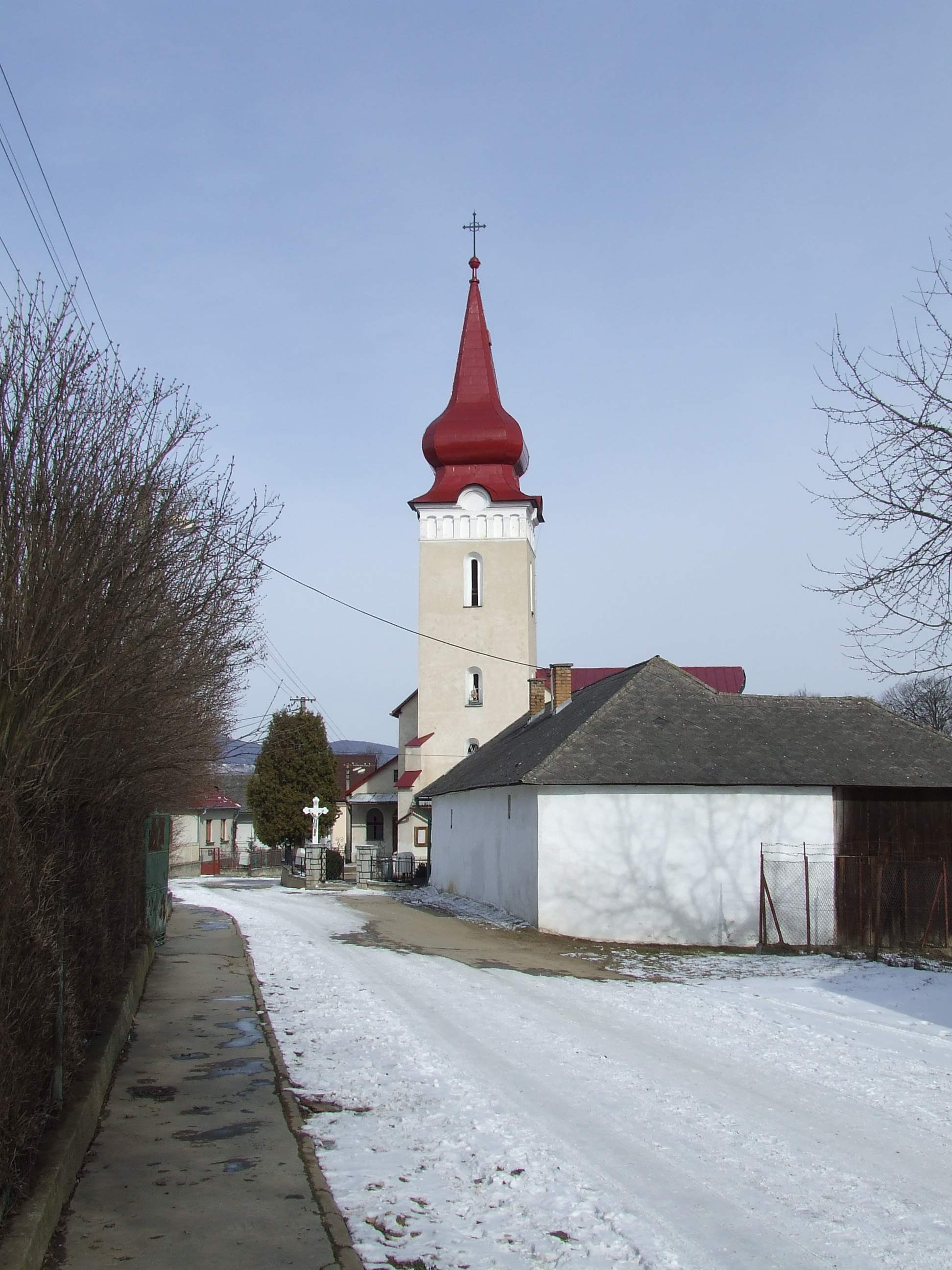
Blick auf die Kirche im Ort

## Geschichte
Die erste urkundliche Erwähnung erfolgte im Jahre 1248.

## Bevölkerung
| Jahr                | 1994 | 2004     | 2014     | 2024     |
| ------------------- | ---- | -------- | -------- | -------- |
| Anzahl der Personen | 1229 | 1620     | 1975     | 2511     |
| Unterschied         |      | +31,81 % | +21,91 % | +27,13 % |

| Jahr                | 2023 | 2024    |
| ------------------- | ---- | ------- |
| Anzahl der Personen | 2462 | 2511    |
| Unterschied         |      | +1,99 % |

## Söhne und Töchter der Gemeinde
Die derzeit bekannteste Bürgerin dürfte das Nacktmodell Kyla Cole sein, die hier geboren wurde und ihre Popularität nutzt, um im Nachbarort Šarišské Michaľany ein Waisenhaus zu unterhalten.